# Отрантска врата
Отрантска врата (алб. Ngushtica e Otrantos; итал. Canale d'Otranto) морски су пролаз (мореуз) између Апенинског полуострва (јуж. Италија) и Балканског полуострва (јуж. Албанија с грчким острвом Крфом). Отрантским вратима се спајају Јадранско и Јонско море, а одвајају Апенинско и Балканско полуострво. Мореуз је добио име по граду Отранту на западној обали мореуза, у италијанској покрајини Апулији. Пролаз је широк 72–140 km, а дубок до 1.000 м.
Кроз Отрантска врата улази у Јадранско море огранак главне средоземне струје. Површинска улазна струја тече уз источну (балканску), а излазна уз западну (апенинску) обалу. Значајно је сезонско колебање површинских струја (брзина и развијеност). Отрантска врата имају велики морско-стратешки значај, јер блокадом релативно уског пролаза затвара се јадрански простор.

## Историја
Отрантски мореуз је од давнина био од виталног стратешког значаја. Римљани су га користили за транспорт својих трупа на исток. Легије су марширале до Брундизијума (сада Бриндизија), имале су само једнодневно поморско путовање до територије модерне Албаније, а затим су могле да се крећу на исток пратећи Игњатијев пут.

### Први светски рат
Током Првог светског рата мореуз је био од стратешког значаја. Савезничке морнарице Италије, Француске и Велике Британије су блокирањем мореуза, углавном лаким поморским снагама и лако наоружаним рибарским бродовима познатим као дрифтери, ометале опрезну Аустроугарску морнарицу да слободно уђе у Средоземно море и ефективно их држале ван Поморског театра рата. Блокада је била позната као 'Отрантски бараж'.
Међутим, бараж је био ноторно неефикасан против немачких и аустријских подморница које су деловале ван Јадрана, које су задавале муке савезничким силама током већег дела рата широм Средоземног мора.

### После пада гвоздене завесе
Албанија и Италија су 1992. године потписале споразум који је разграничио епиконтинентални појас између две земље у мореузу. Каква год да су административна права над мореузом дата Албанији, она не мењају много у односу на претходни споразум Отранта.
У 1997. и 2004. години, скоро 100 људи је погинуло покушавајући да илегално пређе мореуз након немира 1997. у Албанији и лоших економских услова у трагедији у Отранту и трагедији на Карабуруну.
Албанска влада је 2006. године увела мораторијум на моторне једрилице на свим језерима, рекама и морима у Албанији да би сузбила организовани криминал. Једини изузетак од правила су чамци у власништву владе, чамци у страном власништву, рибарски чамци и млазни чамци. Године 2010, мораторијум је продужен до 2013. године.